# Sonido cinematográfico
Dentro de la realización audiovisual, el sonido, es un campo creativo que, desde la aparición del cine sonoro, va de la mano con la imagen. Abarca todos los elementos que no sean estrictamente música compuesta en un filme: diálogos y efectos sonoros. La creación de una banda sonora tiene las mismas posibilidades creativas que el montaje. Se deben seleccionar sonidos con una función concreta para guiar la percepción de la imagen y la acción, en el caso de no tener aún hecha esa banda sonora se usa otra ya existente para ir montando la imagen: a esto se le llama temp track.
Normalmente se tiene la sensación de que los actores u objetos que aparecen en las películas producen el ruido adecuado en el momento adecuado, considerando el sonido como un simple acompañamiento a las imágenes. En cambio, la banda sonora de una película se construye separada de la banda de imagen y de manera independiente. Parte de la fuerza de muchas escenas y secuencias se consigue gracias a efectos de sonido que suelen pasar desapercibidos. El sonido es capaz de crear un modo distinto de percibir la imagen y puede condicionar su interpretación, por ejemplo, centrando la atención del espectador en un punto específico y guiándolo a través de la imagen.

## Historia del sonido en el cine

### Antecedentes
En el periodo mudo, el cine tuvo siempre sonido y música, evocados a veces por una orquesta en vivo o quizá sólo un órgano solitario. La parte sonora de la experiencia audiovisual que representa el cine tiene sus reglas, su evolución y su sentido.
Hacia 1860, se ha sabido recientemente, un francés llamado Édouard-Léon Scott de Martinville lograba inscribir en un papel las vibraciones sonoras provenientes de un diafragma acoplado a una trompeta. Fonoautógrafo llamaron a este aparato en el que se colocaba una hoja de papel en un cilindro giratorio. Un elemento acoplado a un diafragma inscribía la ondulación sonora. No era posible reproducir el sonido, de manera que aquellos fonoautógrafos en papel, servían solamente para tener una huella bastante aproximada de la forma de onda de determinados sonidos. Estos gráficos han llegado a nuestros días y sólo recientemente se ha creado un lector óptico capaz de reproducir aquellas imágenes y convertirlas en sonidos audibles.
Otro francés, Charles Cros, presentó, el 18 de abril de 1877, la descripción de aparato para grabar y reproducir sonidos. No pudo llevarlo a la práctica.

### Inicios
Desde el inicio de la historia del cine se ha intentado grabar sonido e imagen. Uno de los primeros en intentar  fue Edison, que intentó sincronizar dos de sus inventos, el Kinetoscopio y el Fonógrafo. Lo consiguió, y hasta llegó a hacer una presentación pública en 1913. Léon Gaumont y James Williamson también lo intentaron, pero sin éxito. Las principales dificultades con la que se encontraban eran la imposibilidad de amplificación del sonido y la sincronización entre éste y la imagen.
La primera solución a estos problemas llegó gracias a Lee De Forest y la invención del Audion, la primera válvula tríode. A partir de ella, la compañía americana Western Electric empezó a investigar, y pudo así desarrollar amplificadores. A su vez, otra empresa llamada General Electric estaba trabajando en un sistema fotográfico que permitía juntar sonido e imágenes.
Al principio, la acogida del sonido por parte de las grandes productoras cinematográficas no fue buena. La primera en introducir este avance fue la Warner Brothers, que se unió con la empresa Western Electric para empezar a trabajar con un sistema de cine sonoro: el Vitaphone (o Vitáfono). La primera película rodada en este formato y, por lo tanto, considerada la primera película sonora fue El cantor de jazz (1927).
Aunque la película de El cantor de Jazz, es considerada la primera filmación sonora del cine, una cinta hallada en la biblioteca del Congreso de Estados Unidos demuestra que la primera película española sonora la protagonizó Conchita Piquer cuatro años antes que Alan Crosland filmes El cantor de Jazz. Ésta es una cinta de once minutos que grabó Lee De Forest con Cocha Piquer cuando ella era una adolescente, en esta pieza ella salía cantando un cuplé andaluz, una jota aragonesa e, incluso, un fado luso, este último es una canción típica en Portugal, que la cantante cantó en portugués, esto también la convierte en la primera cinta sonora en portugués. Este filme fue exhibido en el cine Rivoli de Nueva York en 1923. Esta cinta ya había sido mencionada en una biografía del artista que protagonizó Aquellos Ojos Verdes pero databa la cinta en 1927 que fue cuando Lee De Forest visitó España con la intención de vender su sistema de cine sonoro. Sin embargo en Internet Movie Database (IMDb) el copyright de esta cinta era, efectivamente, fechado en 1923.
El sistema Vitaphone se siguió usando hasta que, en el año 1930, se introdujo el uso del Movietone, creado por Theodore Case y E.I. Sopnable. Inspirado en el sistema Phonofilm de Lee De Forest, este sistema permitía grabar directamente el sonido junto a la imagen, en una sola película. El sistema Vitaphone fracasó, debido a problemas técnicos y prácticos; y hacia los años treinta dejaron de producirse películas con esta técnica.

### Recibimiento
En 1928 los cineastas soviéticos Serguéi Einsenstein, Vsévold Pudovkin y Grigori Aleksándrov escribieron el Manifiesto del Sonido en respuesta a la invención e incorporación del sonido al cine estadounidense. En ese documento expresaron su visión respecto al tema así como sus preocupaciones.
En primer lugar reconocieron que sus recursos técnicos del momento carecían de envergadura suficiente para poder llevar a cabo la práctica sonora con éxito. A continuación admitieron su preocupación por el futuro del cine. Creían que la eficacia y éxito de éste se debía únicamente al montaje y que la aparición del sonido y el color tenían escaso interés en la historia del cine. Argumentaban esta declaración con la idea de que el sonido era un arma de doble hilo y que sería utilizado siguiendo la ley del mínimo esfuerzo, para contentar a la curiosidad del espectador. Proponían como única solución para el desarrollo y perfeccionamiento del montaje utilizar el sonido a modo de contrapunto respecto a un fragmento de montaje visual. Asimismo con ese sonido no sincrónico se conseguiría producir la sensación buscada en el espectador. Sin embargo, también reconocían que la llegada del sonido era una desembocadura natural por la Vanguardia de la cultura cinematográfica y que con ella se podrían resolver problemas para los que todavía no se había encontrado una solución eficaz, como los subtítulos o el batiburrillo explicativo que sobrecargaba la composición de las escenas y retrasaba el ritmo. Finalmente, remarcaban su posición recordando la solución del método del contrapunto como única vía para hacer funcionar el sonido en el cine.

## Grabación analógica y digital
Una vez que el micrófono convierte la señal de audio entrante en una señal eléctrica y pasa a través de la etapa del preamplificador, la señal de audio eléctrica está en el nivel óptimo (y por lo tanto se minimiza el ruido eléctrico) y es claramente analógica (ya que hasta el momento no se realizó ninguna conversión a digital). Este primer paso es exactamente el mismo, independientemente del método de grabación que se elija.
No es el medio en el que se almacena la señal lo que determina el método de grabación utilizado (analógico o digital), sino el tipo de señal que se almacena. Hay varios medios de almacenamiento que se utilizan para grabaciones analógicas y digitales.

### Grabación analógica
Una señal analógica es una señal eléctrica producida por algún tipo de fenómeno electromagnético y puede ser representada por funciones matemáticas continuas cuya amplitud y período (o frecuencia) varían con el tiempo. Estas variables -amplitud y frecuencia del período- transportan información sobre la señal.

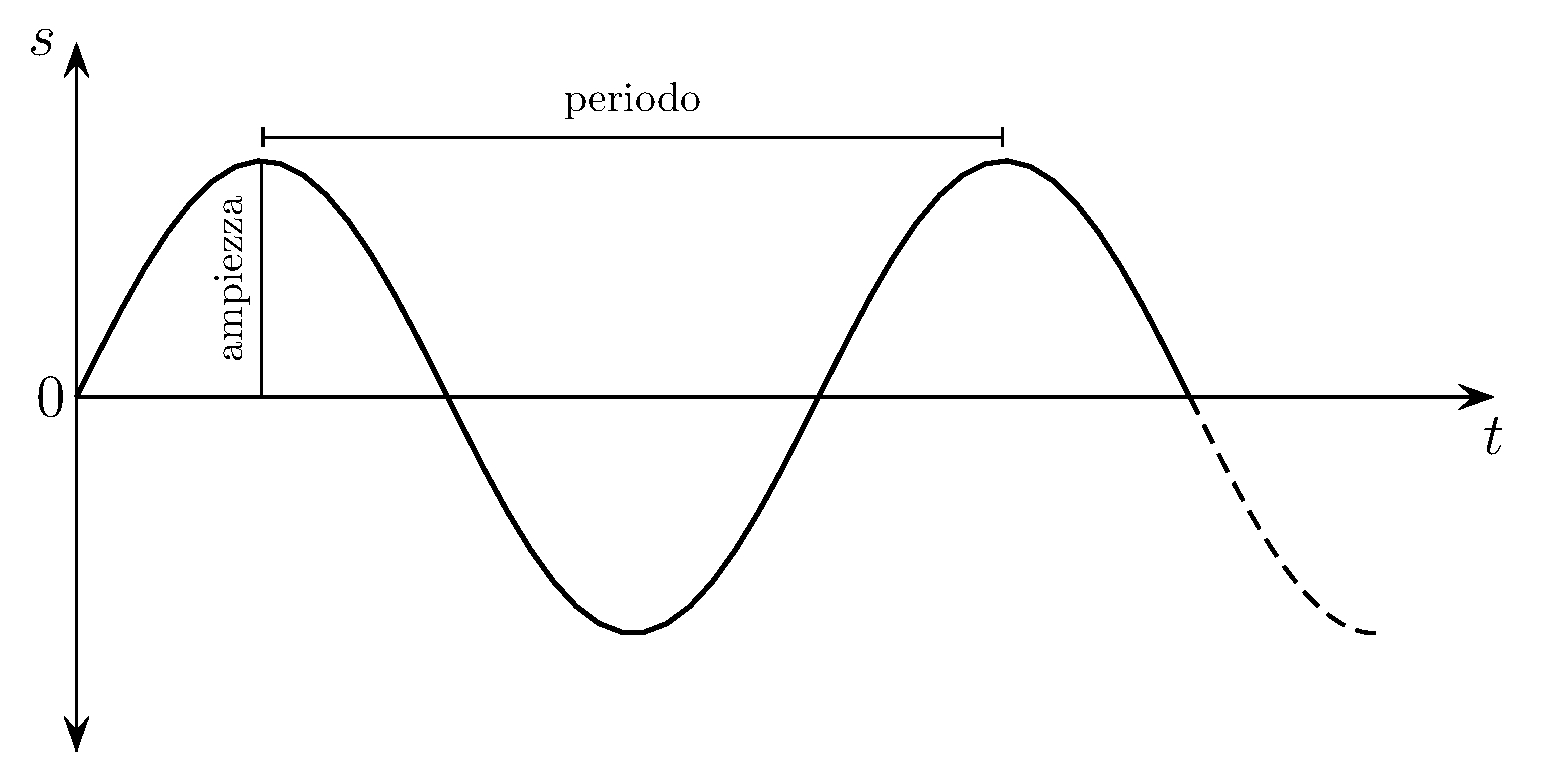
Ejemplo de una señal analógica: una onda sinusoidal pura con frecuencia y amplitud constantes.

El comportamiento de los fenómenos de la naturaleza también son de carácter analógico, debido a que sus magnitudes medibles se modifican de manera constante con el paso del tiempo, pasando por infinitos valores intermedios y no por saltos abruptos.
En cuanto a la grabación de estas señales analógicas particulares -las ondas sonoras-, la misma consiste en la captación continua del primer elemento de la cadena electroacústica -el micrófono- a partir de las perturbaciones de su diafragma, provocadas por las variaciones continuas de la presión en el aire.

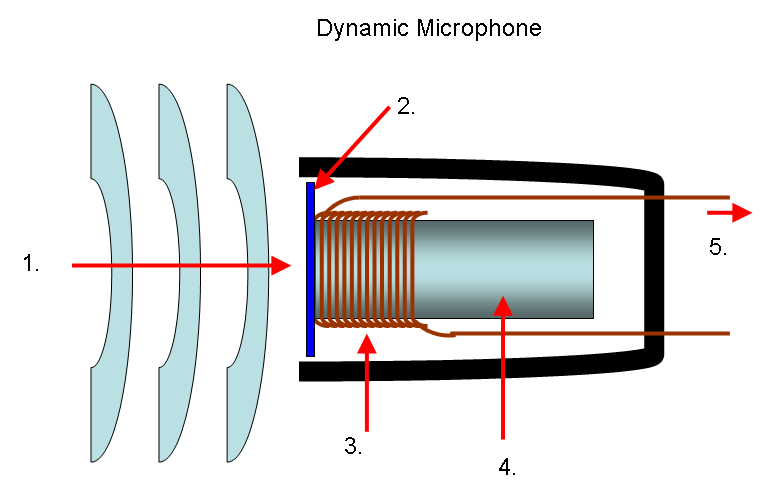
1- Ondas sonoras. 2- Diafragma, membrana. 3- Bobina. 4- Imán. 5- Señal eléctrica.

En el principio de esta etapa de registros plenamente analógicos, la mencionada señal de entrada a la cadena de audio permanecía de esta forma a lo largo de ella, saliendo finalmente -sin experimentar ninguna conversión digital en su trayecto- por los altavoces. Si bien es destacable la calidad alcanzada por este tipo de registro, sus señales se veían muy vulneradas por el ruido y el posible tratamiento de ellas en la etapa de postproducción, siendo una razón por la que posteriormente se optó por las tecnologías digitales.
Para una mejor comprensión de los fundamentos de la grabación analógica, es preciso comprender 3 de sus sistemas más relevantes:
1. Grabación mecánica analógica
2. Grabación magnética analógica
3. Grabación óptica analógica

#### Grabación mecánica analógica
La grabación mecánica analógica es una forma de grabación en la que una señal de audio analógica se convierte en vibración mecánica y se graba como un surco en la superficie de un medio, posiblemente un disco (pista elíptica) o un cilindro (espiral).
Las primeras grabaciones eran notablemente más simples y rudimentarias que las que conocemos hoy en día, y el método usado era radicalmente diferente; todos los dispositivos (entre ellos, grabador y reproductor) estaban concentrados en uno, que era capaz de grabar el sonido, almacenarlo en un soporte específico y reproducirlo más tarde.

#### Grabación magnética analógica
La grabación magnética analógica se basa en los principios de la física magnética y, más concretamente, en la física electromagnética. La grabación se realiza en una cinta plástica cubierta con una fina capa de material ferromagnético (óxido de hierro y cromo). Dicho material posee, entre otras, las características de:
- Producir una gran inducción magnética al aplicarse en ellos un campo magnético.

- Concentrar, fácilmente, líneas de campo magnético.

- Conservar la imanación incluso cuando se suprime el campo magnético que la originó.

#### Grabación óptica analógica
La grabación óptica analógica es reconocida como aquella grabación fotográfica del sonido. Esta comprende un sistema que se utilizó durante muchos años de manera exclusiva en la industria del cine, siendo que durante varios años tanto el sonido como la imagen de una película se grababan en diferentes soportes. Para la grabación de la imagen se empleaba un carrete de celuloide, puesto que dicho material es susceptible a la luz asimismo como encontró su función durante mucho tiempo como soporte para grabar imágenes y películas. El gran problema de este sistema, era su fragilidad y su propiedad altamente inflamable. Con respecto al sonido, el registro se asentaba en un soporte magnético.
De esta manera, con la grabación óptica analógica se consigue transformar mediante una célula fotoeléctrica aquella señal eléctrica de audio en una señal óptica, cuya intensidad o tamaño de su haz, variará de acuerdo al voltaje. Por lo tanto, de acuerdo a las variaciones de luz quedarán registradas sobre el negativo en movimiento mediante una exposición, así como en este mismo proceso se expone a la imagen a la vez, permitiendo que esta quede registrada junto al sonido desde una sincronía perfecta. En consecuencia, al revelar la película y junto con la información propia de la imagen, el sonido permanece grabado en una pista fotográfica. 
Un ejemplo cinematográfico icónico de esta primer etapa del registro de sonido es el film "The Jazz Singer" (1927), en el cual se utilizó el sistema de discos sincronizados o disco a disco -el vitaphone- diseñado por la compañía nombrada de la misma forma. 

#### Consideraciones sobre la grabación analógica
De modo sintético y recopilatorio, es posible destacar las distintas virtudes e inconvenientes de la grabación analógica:
- Calidad de audio: Los equipamientos de grabación analógicos como los de cinta magnética, aportan un sonido imposible de ser imitado por los equipos de carácter digital. Esto sucede debido a que no emplean ningún proceso de conversión a digital, por lo que no hay pérdida alguna de tonos o matices, siendo ésta la principal razón por la que las grabaciones de tipo analógico suenan más naturales y realistas. Ejemplo visual de Videocasete de cinta magnética.

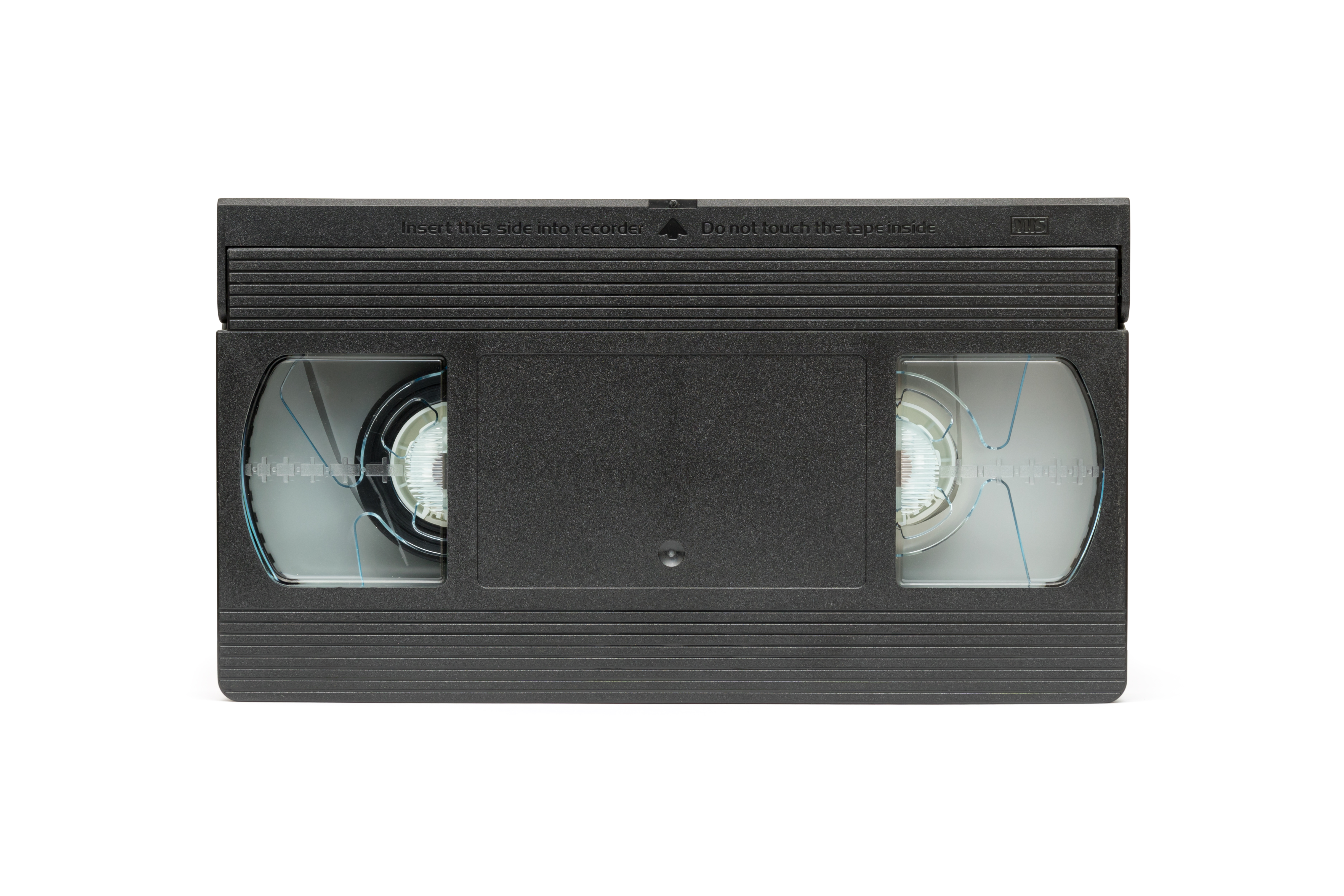
Ejemplo visual de Videocasete de cinta magnética.

- Degradación: En los sistemas de grabación analógicos, los soportes en donde la señal se encuentra grabada son susceptibles a degradaciones que den lugar a una pérdida de información.
- Ruido: Un factor característico de las grabaciones analógicas en general, es que todas cuentan con una contaminación de ruido en el fondo sonoro, esto es porque el mero roce del cabezal de grabación con la cinta provoca un ruido en el registro que es imposible de evitar y eliminar. Este ruido es actualmente denominado como siseo, gis o ruido analógico. Ahora bien, a pesar de que existen ciertas técnicas para reducir este ruido de fondo sonoro, -como la Dolby y todas sus variantes-, es bien sabido que nunca se logrará conseguir un resultado igual que con el proceso digital.

- Comodidad de grabación y edición: Realizar la grabación de un disco en magnetófono analógico comprende un proceso largo y complejo. Los magnetófonos componen equipos delicados, puesto que necesitan de estar en habitaciones con temperaturas y humedad apropiadas al mismo tiempo que constantes, así como deben ser encendidos varias horas antes de comenzar la grabación para que sus circuitos adquieran temperatura, sin mencionar que son sumamente sensibles a los picos de tensión. Por otro lado, el proceso de edición debe ser manual, cortando y pegando manualmente la cinta: trabajo complejo en el cual es difícil obtener los mejores resultados. En cada borrado de cinta se pierde un poco de calidad para la siguiente grabación, siendo que estos problemas se solucionan totalmente en el digital. Ejemplo visual de Magnetófono.

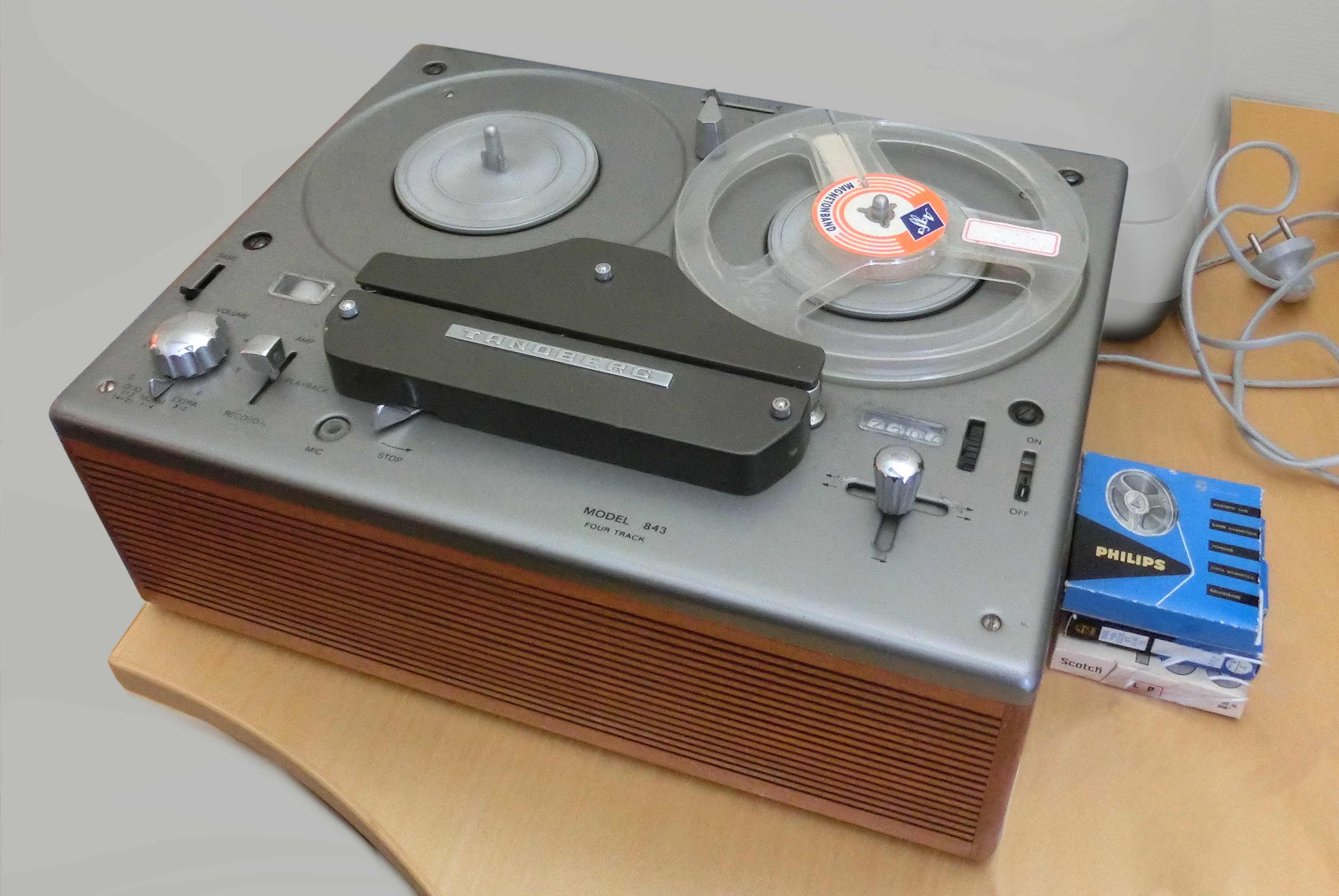
Ejemplo visual de Magnetófono.

- No admite multigeneración: En este sentido, cada vez que se realice una copia algo de calidad se perderá, de modo que si se hace una copia de otra copia, la señal cada vez se parecerá menos a la primera u original. Esto claramente no sucede en los soportes digitales, puesto que en este sentido, la multigeneración no afecta la calidad.

- Precio: Los magnetófonos analógicos comprenden aparatos muy caros y de un costoso mantenimiento, por lo que la inversión para un estudio de equipos analógicos es muy elevada en comparación con los estudios digitales. De esta manera, es común en la actualidad grabar en digital y mezclar en analógico. Se obtiene así los beneficios propios de la grabación digital pero aprovechando a la vez la particular calidad del sonido que aportan los equipos analógicos.

### Grabación digital
La grabación digital es el procedimiento mediante el cual las señales de audio grabadas son almacenadas en un formato digital dentro de un soporte de grabación. En el mundo del cine, comienza a implementarse a partir de 1991 en diversas producciones, siendo Batman Returns (1992) la primera película en implementar Dolby Stereo Digital. Por su parte, Jurassic Park (1993) fue la primera producción en implementar el sistema multicanal denominado 5.1. 
A diferencia de la grabación analógica que está directamente relacionada con la onda sonora, la grabación digital transforma esa onda que ha sido generada por un micrófono en una serie de números binarios (1 y 0). Por lo tanto, para almacenar dicha señal en un formato digital, debemos previamente someterla a un proceso de conversión analógico/digital. Esta etapa es fundamental en la grabación digital.

#### Conversión analógico/digital (A/D)

Proceso de muestreo de una señal analógica para luego avanzar hacia la cuantificación

Con el fin de facilitar el procesamiento de la señal (codificación, compresión, etc.), la conversión de analógico a digital convierte una señal analógica en una señal digital, logrando que la señal resultante sea más tolerante a la eliminación de ruidos y otras interferencias que puedan afectar principalmente a las señales analógicas.
En pocas palabras, el proceso de conversión consiste en muestrear periódicamente la amplitud de la señal analógica, donde las variaciones continuas de voltaje de la señal de audio se transforman en series de “muestras”. Una vez completado este muestreo, se procede a redondear los valores a una serie de valores establecidos previamente para ser posteriormente almacenados bajo un soporte digital en forma binaria (ceros y unos). 
Dentro del proceso de grabación de audio, esta etapa de conversión es una de las más importantes. Para entender el proceso, es preciso explicar las tres etapas que tienen lugar en esta cadena: muestreo, cuantificación y codificación:
- Muestreo: El proceso consiste en la toma de muestras de la amplitud de la señal de audio a intervalos regulares de tiempo. Dichas muestras pueden ser consideradas como “imágenes estáticas” de la señal, y la cantidad de muestreos realizados en un segundo se lo denomina como “frecuencia de muestreo”. Para que la señal logre ser lo más fidedigna posible y disponga de una mejor calidad, se deben tomar una gran cantidad de muestras por segundo. Pero, mientras mayor sea la cantidad de muestras por segundo, mayor será la capacidad de procesamiento y almacenamiento que se requiera. Por lo tanto, es indispensable encontrar un balance capaz de brindar una señal de calidad sin excesivos procesamientos.

- Cuantificación: Una vez muestreada la señal se obtendrá una señal discreta en el tiempo, ahora es necesario convertirla en una serie de números. De acuerdo a la amplitud, la cuantificación asigna un valor numérico a cada muestra, como si se tratara de una medición de la altura de cada uno de ellos. Si se compara la amplitud original de la señal con su respectiva representación numérica, es visible una diferencia, a esto se lo denomina como “error de cuantificación”. La cuantificación es un “redondeo”, y en audio digital, al utilizarse un sistema de numeración binario, ofrece una serie de ventajas ya que se logra representar dos estados: encendido/apagado, verdadero/falso, alto/bajo, sin voltaje/con voltaje, etc.

- Codificación: El resultado obtenido tras la cuantificación traducido en números binarios aún no son aptos para ser grabados en cinta, por lo que es necesario adaptar los datos a los requisitos del sistema de grabación mediante un “código de canal”. Usualmente, los valores utilizados durante la grabación de audio profesional son n=16, n=24 o n=32, cada unidad de valor hace referencia a “1 bit”, siendo 24 o 32 bits el estándar utilizado en la profesionalidad.

#### Grabación magnética digital
La grabación magnética digital es uno de los métodos de grabación más utilizados por estudios profesionales de grabación, en especial dentro de la industria cinematográfica. Se trata de una técnica mediante la cual se escriben datos digitales (serie de números binarios: ceros y unos) en un soporte magnético.

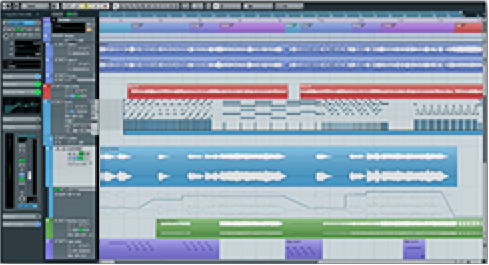
Grabación magnética digital en disco duro - Cubase

Ofrece una serie de ventajas respecto a las demás, como lo son: una mayor velocidad, versatilidad, economía, facilidad, limpieza, etc.

#### Grabación óptico-digital
Consiste en el proceso de grabación digital a través de medios ópticos, utilizando un rayo láser para la lectura y escritura. Este sistema es utilizado en discos compactos como ser CD, DVD o discos Blu-ray. El funcionamiento del sistema es similar al del gramófono. Durante la grabación, la señal es registrada en el soporte en forma de huecos, con la diferencia de que, la misma no es analógica, sino digital, y la metodología para hacerlo es óptica y no mecánica. En lo que respecta a la lectura, del mismo modo en que ocurre con el gramófono, la información que se obtenga en el disco es registrada mediante un cabezal.

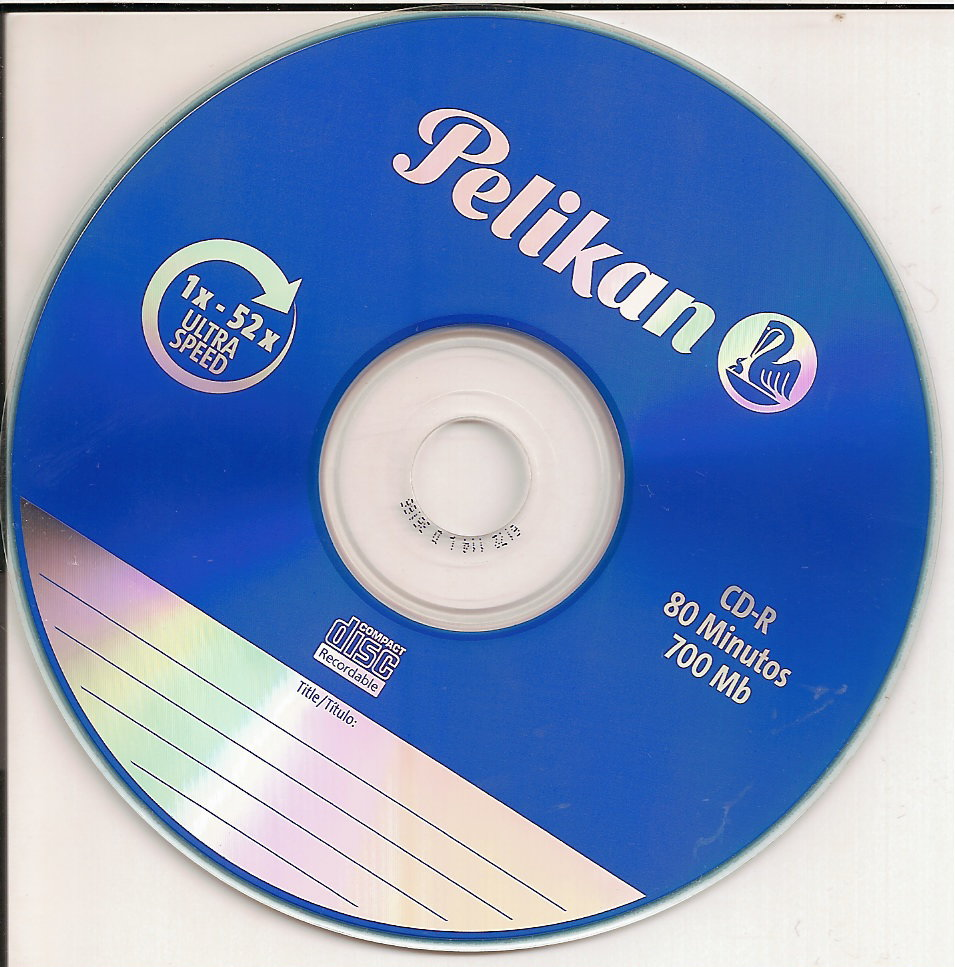
CD-ROM soporte utilizado para la grabación óptico-digital.

- Grabación: Dependiendo de la información digital registrada, el láser emite una serie de rayos, reflejados por el espejo del cabezal, enfocados por la lente en el punto exacto del disco óptico. En esta ubicación precisa, hay uno o más orificios en la carcasa hecha de policarbonato del disco. La serie de orificios y fondos contiene información de audio digital para ser leídas en la posteridad.
- Reproducción: Los discos ópticos están hechos de una fina capa de aluminio reflectante cubierta con una lámina compuesta de policarbonato. Al perforar los agujeros en la cubierta mientras se está desarrollando la escritura, se expone el aluminio reflectante debajo. El cabezal lector consta de un diodo láser y un decodificador óptico. A medida que el disco gira, el láser se desplaza a lo largo de su superficie, circularmente, desde el centro hacia el borde. Si el rayo emitido por el láser, se topa o golpea un protuberancia, es decir, una parte de policarbonato, se difunde, pero, al incidir sobre un orificio, es reflejado por el aluminio siendo captado por el fotodetector o decodificador óptico. Así, el fotodetector, estará recibiendo periódicamente impulsos de luz según la cantidad de huecos y protuberancias que encuentre el láser. En la salida del fotodiodo, la señal binaria (secuencias de 0 y 1) es decodificada y convertida en una señal analógica para reproducirla.

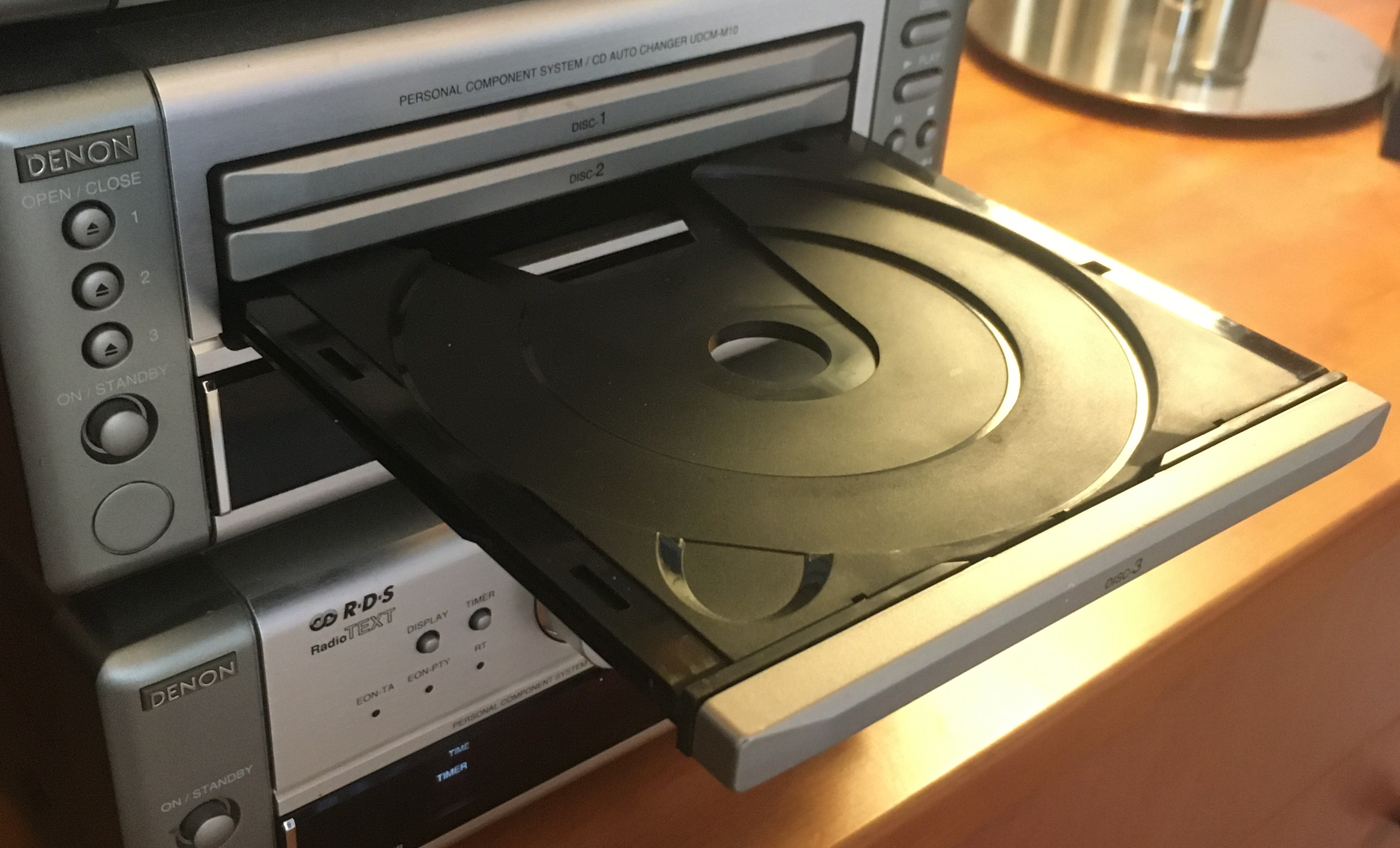
Reproductora de CD y otros soportes ópticos.

#### Grabación magneto-óptica digital
Es una combinación de los sistemas de grabación óptica-digital y magnética-digital. Aquí, la grabación de los datos es realizada de forma magnética, por su parte, la lectura es de manera óptica. En esta grabación, se utilizan discos magneto-ópticos, los cuales, se destacan y diferencian por permitir la sobrescritura de datos ya grabados.
- Grabación: En el proceso, es necesaria la acción de un láser y de un campo magnético. Este último, no actúa por sí mismo. Es necesario que el láser incide sobre el campo elevando a una temperatura crítica.
- Borrado: Para que los datos sean borrados, solo hace falta el láser. Cuando algún punto del disco llega a la temperatura crítica -temperatura de Curie- pero no hay un campo magnético en la zona, se borra la información existente en ese punto, ya que, la estructura cristalina, es normalizada.
- Lectura: El rayo láser reduce la potencia y se desplaza en espiral a través del disco. Dependiendo de la magnetización de cada punto de la superficie, los rayos son reflejados de alguna manera por el efecto Kerr -birrefringencia- debido a los rayos reflejados detectados por los fotorreceptores, como sucede en los sistemas ópticos.

#### Consideraciones generales
La aparición del sonido digital en la industria cinematográfica trajo consigo grandes facilidades a la hora de la realización tanto técnica, como narrativa, como ser; agilidad y aumento de la calidad al momento del registro directo, mejoras para el traslado de equipamiento por parte del equipo técnico ya que, los dispositivos utilizados (micrófonos, grabadores, cables) son de menor tamaño, ergonómicos y maleables. Dada la posibilidad de poder guardar una mayor cantidad de información y evitando incluso, pérdidas notables en la calidad a la hora del copiado del material, el almacenamiento, es uno de los grandes avances en el sonido digital cinematográfico. 
Por último, el surgimiento y consolidación de los sistemas digitales -principalmente del Dolby Digital- y los sistemas multicanal como el 5.1, favorecieron no sólo a una mayor libertad creativa, sino también a una mejor percepción del espectador.

## Características acústicas

### Cualidades del sonido
• Intensidad o volumen: Está determinada por su amplitud de onda. La amplitud de onda de un sonido se representa como los valores máximos positivos y negativos que alcanza. Está definido directamente por la intensidad de la fuerza que provoca la vibración original de la fuente emisora, así como por sus dimensiones y su forma.  La amplitud de onda es la expresión gráfica del contenido energético de una onda sonora.
• Timbre: Es el resultado de la suma y resta de todas las ondas sonoras que conforman un sonido, junto con la huella de su paso por el espacio.
• Frecuencia o tono: Está designado por su longitud de onda, misma que a su vez corresponde a la velocidad con que vibra u oscila la fuente sonora. Mientras más rápido vibra un cuerpo, más pequeñas son las longitudes de ondas que generan.
La intensidad o volumen, timbre y frecuencia o tono interactúan para definir la textura de sonido de una película y permiten diferenciar los sonidos de la misma. Así mismo, se puede diferenciar, por ejemplo, las voces de los distintos personajes.

## Dimensiones del sonido
Puede diferenciaciarse entre ritmo, fidelidad, emocional, espacial y tiempo. El sonido ocupa una duración determinada dentro del filme, se puede relacionar con la fuente de una manera más o menos fiel, transmite las cualidades del espacio en el cual se desarrolla la acción y está relacionado con los elementos visuales del lugar que se muestra.
- Ritmo: ha de existir una concordancia entre el ritmo del montaje, los movimientos y acciones en cada una de las imágenes y el sonido, compaginando ritmos visuales y auditivos. También se puede jugar con el contraste del ritmo entre la imagen y el sonido para crear efectos inesperados, utilizando la voz en off, combinando diferentes músicas para crear efectos misteriosos... El ritmo a lo largo de una película puede cambiar constantemente.
- Fidelidad: hace referencia al grado en el que el sonido es fiel a la imagen que se muestra en pantalla. Tal vez el sonido que se percibe no pertenezca realmente a la fuente que estamos visionando, pero se acepta como verosímil por su credibilidad. Podemos alterar esta fidelidad fundamentalmente para crear efectos cómicos.
- Espacio: el sonido procede de una determinada fuente, por tanto, tiene una dimensión espacial. Si el sonido procede de la fuente que aparece en pantalla hablamos de un sonido diegético. Si por el contrario procede de una fuente totalmente externa a lo que se nos muestra, estaremos hablando de un sonido no diegético.
- Tiempo: se puede representar el tiempo de diferentes formas, ya que el tiempo de la banda sonora puede concordar o no con la imagen. Hablamos de un sonido sincrónico cuando este está sincronizado con la imagen y lo oímos a la vez que aparece la fuente sonora que lo produce. Para obtener efectos más imaginativos, se puede utilizar un sonido asincrónico que no case con la imagen.
- Emocional: En ocasiones, ciertos sonidos colocados en determinados momentos pueden evocar sensaciones de tensión o relajamiento, de acuerdo al momento narrativo y al carácter de este sonido.[7]

## Estándares de calidad del sonido cinematográfico
La norma THX
THX es una compañía que da licencia de garantía de calidad a partir de un conjunto de normas técnicas que establecen estándares rigurosos sobre las condiciones acústicas de una sala y de sus sistemas de monitoreo, y en el caso de salas de mezcla, también establece normas para el equipo específico que puede ser utilizado.
Dolby estéreo
El estándar Dolby estéreo reduce la distorsión amplificando artificialmente y después reduciendo sonidos de bajo volumen (compensando diferencias en el rango de frecuencia), regresando así los sonidos a su volumen original, pero reduciendo el ruido de fondo en el proceso.

## Profesionales del tratamiento de sonido cinematográfico
- Ingeniero de sonido: Especialista de sonido encargado de la grabación de sonido original (sonido directo) capturado en la localización. Su objetivo es conseguir que los diálogos y el sonido "natural" de las locaciones, se graben en las mejores condiciones posibles, para evitar problemas en la postproducción.
- Microfonista: Opera los micrófonos montados en caña o en otro tipo de monturas. Dependiendo del tamaño de la producción y de las necesidades del departamento coloca también micrófonos miniatura (inalámbricos) en los actores y en lugares especiales tales como asientos de coche, paredes, etcétera. Conoce el "tamaño" del cuadro (que dan los diferentes lentes) en cada toma y opera el boom procurando que no se vea en la composición del cuadro.[9]
- Diseñador de sonido: El responsable de la toma de sonidos en rodaje es el sonidista que trabaja con uno o varios microfonistas a su cargo. En la postproducción se suman el editor de sonido, Compositor de la música incidental, y los artistas de efectos sonoros (foley) y de doblaje, para generar la banda sonora original.

## Sistemas de sonido cinematográfico
Actualmente existen diferentes sistemas de sonido cinematográfico:
1. El sistema utilizado en formatos estándar funciona a partir de una pista óptica que es leída por un proyector que mediante una célula fotoeléctrica transforma la luz que emite y que pasa a través de la pista, en energía eléctrica. Creando así una señal que se decodifica y lleva al sistema de altavoces, donde vuelve a oírse como sonido. Por tanto, traducir el sonido ópticamente es un ejemplo de codificación analógica.[10]
2. El sistema de sonido magnético (utilizado en algunos formatos especiales) parte de otro tipo de pista, como la de los magnetófonos. El fotograma consta de una o más tiras magnéticas fijadas en un lado de la película. Este sonido, a diferencia del óptico, está grabado con tiempo de retraso (varía según el formato) respecto a la imagen.
3. Hay sistemas que sincronizan la imagen y el sonido de forma independiente,[11] es decir, el sonido lo encontramos en una pista distinta a la de la imagen; llamados a doble banda. Éstos se utilizan básicamente en formatos de visionado espectacular como el IMAX.

## Música en el cine
La música creada para una producción audiovisual es, por lo general, una composición realizada en consulta con el realizador para incrementar el carácter dramático de las imágenes, acompañándolas. Hay dos formas en que la música puede aparecer en el film: de manera diegética y de manera extradiegética .

### Diégesis
Es un término griego y responde al universo en que se desarrolla la obra; toda vez que vemos o deducimos la fuente, dentro de la puesta en escena, de donde proviene el sonido, estamos ante música diegética. Por ejemplo: música que se escucha cuando los personajes encienden la radio o la televisión. Cuando esta música proviene "de la nada" es extradiegética.

### Selección de la música en el cine
Es frecuente que la selección musical se produzca a partir de la búsqueda de un pieza preexistente o que se crea ex profeso y se graba para la película, una vez que se cuenta ya con el material filmado. De este modo la imagen encuentra su apoyo en la música y ninguna de los componentes sufre mutilación de su contenido.
Sin embargo es posible usar el método contrario y puede dar (en ciertos casos) un resultado excelente: elegir primeramente una música, estudiar su partitura y diseñar un guion de filmación para esa forma musical.
La música es una parte importante de la película. Esta sirve para:
- Establecer la atmósfera, tiempo o el lugar donde ocurre la película
- Describir el personaje y sus emociones
- Acompañar el cambio de escena
- Agregar impacto dramático
- Proveer continuidad a través de la edición